# Portanus hasemani
Portanus hasemani är en insektsart som beskrevs av Baker 1923. Portanus hasemani ingår i släktet Portanus och familjen dvärgstritar. Inga underarter finns listade i Catalogue of Life.